# Heptamolibdenian amonu
Heptamolibdenian amonu (nazwa Stocka: molibdenian(VI) amonu), (NH
4)
6Mo
7O
24 – nieorganiczny związek chemiczny molibdenu, sól amonowa kwasu heptamolibdenowego.
Związek ten jest najczęściej stosowany w formie tetrahydratu (NH
4)
6Mo
7O
24·4H
2O do produkcji nawozów sztucznych, opóźniacz palenia oraz w chemii analitycznej do strącania fosforanów.